# 국제농본주의사무국

국제농본주의사무국(체코어: Mezinárodní Agrární Bureau), 통칭 녹색 인터내셔널(체코어: Zelená Internacionála)은 1921년 체코슬로바키아, 불가리아, 폴란드, 유고슬라비아의 농본주의 정당들이 결성한 국제정당연합이다. 불가리아 농업국민연합의 알렉산더르 스탐볼리스키가 원래 지도자였으나, 1923년 불가리아 쿠데타로 스탐볼리스키가 몰락하자 체코슬로바키아 농장농민공화당의 카렐 메치프가 지도자가 되었다. 메치프 지도 하에 녹색 인터내셔널은 슬라브권 너머로 가맹정당을 확대시켜 루마니아 국민농민당 등을 가맹시켰다. 또한 녹색 인터내셔널의 이데올로그 밀란 호자는 당론에 유럽연방론을 도입했다.
호자는 국제농본주의 운동을 좌파와 우파 사이의 제3의 길로 재정의했다. 녹색 인터내셔널은 공산주의 인터내셔널(코민테른)의 하부조직인 농민 인터내셔널(크레스틴테른)의 주요 경쟁자였다. 1934년까지 녹색 인터내셔널은 프랑스 농업농민당을 창당시키고 크로아티아 농민당을 크레스틴테른에서 전향시키는 등 10여 개 국가에 지부를 확장시켰다. 그러나 파시즘의 발흥으로 인해 국제농본주의 운동의 확장세는 중단되었다. 운동의 지도국이던 체코슬로바키아를 비롯한 중앙유럽과 슬라브권이 나치 독일의 점령하에 떨어지면서 녹색 인터내셔널의 활동도 종말을 맞았다.
1947년, 동구권에서 서방으로 탈출한 농본주의 세력들이 결집해 국제농민연합(영어: International Peasant Union; IPU)이라는 이름으로 재건되었고, 폴란드 인민당의 스타니스와프 미코와이치크, 헝가리 소농당의 너지 페렌츠 신생 녹색 인터내셔널 IPU의 총재를 역임했다. 녹색 인터내셔널은 선명한 반공주의 조직으로서 소련 및 동구권에서 벌어지는 농본주의 운동에 대한 잔혹한 탄압과 대량학살을 폭로하는 선전전을 벌였다.
신생 녹색 인터내셔널은 소련의 위성국들에서 정치적 변혁을 일으킬 만한 힘은 없었으나, 공산주의 정권의 심기를 거스르기에는 충분해서 공산권에서는 IPU를 “파시스트” 조직이라고 비난했다. 1952년, 체코슬로바키아 사회주의 공화국 정부는 녹색 인터내셔널과 연루된 정치인 및 지식인 다수를 공개재판에 처했다. IPU는 재정난과 무관심, 그리고 지도부의 불화로 인해 1971년 이후로 활동이 중단되었다.